# Vyle-et-Tharoul
Vyle-et-Tharoul (en wallon Vîle-Tèroûle), parfois aussi appelé Vyle-Tharoul, est une section de la commune belge de Marchin située en Région wallonne dans la province de Liège qui, en plus du village de Vyle, comprend les hameaux de Jamagne, Molu et Tharoul.
C'était une commune à part entière avant la fusion des communes de 1977.

## Géographie

### Situation et description
Vyle-et-Tharoul est un village condrusien traversé d'ouest en est par le petit ruisseau de Vyle. Il est bordé par le Hoyoux à l'ouest dans lequel la Vyle se jette.
Entouré de prairies, de champs et de bois, le village compte plusieurs fermes, une église, dédiée à saint Martin édifiée en 1859, ainsi que trois châteaux : le château de Vyle, le château de Tharoul et le château de Bagatelle.

## Démographie
- Sources:INS, Rem:1831 jusqu'en 1970=recensements, 1976= nombre d'habitants au 31 décembre

## Histoire

### Régime féodal
Historiquement Vyle et Tharoul sont des fiefs différents, chacun composé d'une seigneurie et d'une cour de justice. Le seigneur de Vyle était vassal du seigneur de Wijnandsrade, dans le comté de Fauquemont, appartenant au duché de Brabant. Tharoul était une seigneurie de la Principauté de Liège relevant directement du prince-évêque. Chacun possédait sa maison seigneuriale ancêtre des châteaux de Vyle et de Tharoul.
La cour de justice de Vyle était composée de 6 échevins parmi lesquels un officier était nommé tantôt mayeur, tantôt lieutenant-bailli, tantôt simplement bailli (équivalent du bourgmestre actuel).
| Années    | Mayeur ou balli      |
| --------- | -------------------- |
| 1333      | Henri de Tharoul     |
| 1504      | Gotto de Scovy       |
| 1525      | Noir de Vyele        |
| 1533      | Michel de Tharoulle  |
| 1554      | Thierry de Saive     |
| 1565      | Jehan de Tharoulle   |
| 1655      | Gilles d'Orjo        |
| 1741      | Henry Ottenne        |
| 1755      | Remacle Sion         |
| 1761      | Henry Ottenne        |
| 1769-1786 | Jean-Gaspar Viatour  |
| 1786-1792 | Jean-Joseph Lambotte |

### Commune de Vyle-et-Tharoul
Vyle et Tharoul fusionnent pour former une seule commune vers 1795 sous le régime français. Dans les anciens actes, la commune porte tantôt le nom de « Vyle », tantôt le nom de « Vyle-et-Tharoul ». Ce dernier nom finira rapidement par s’imposer.
La commune de Vyle-Tharoul perdurera jusqu'au 1er janvier 1977, date à laquelle elle est intégrée à la commune de Marchin à la suite de la fusion des communes.
| Mandat           | Bourgmestre                                                               | Parti                                                                     |
| ---------------- | ------------------------------------------------------------------------- | ------------------------------------------------------------------------- |
| 1797-1805        | Jean-François Dabois                                                      | Jean-François Dabois                                                      |
| 1805-1808        | Jean-Joseph Lambotte                                                      | Jean-Joseph Lambotte                                                      |
| 1809-1847        | Frédéric de Radiguès de Chennevière                                       | Frédéric de Radiguès de Chennevière                                       |
| 1847             | Auguste Joseph Collard (f.f. à la suite du décès de Frédéric de Radiguès) | Auguste Joseph Collard (f.f. à la suite du décès de Frédéric de Radiguès) |
| 1847-1855        | Pierre-Joseph Francotte                                                   | Pierre-Joseph Francotte                                                   |
| 1847-1858        | Auguste Joseph Collard (f.f.)                                             | Auguste Joseph Collard (f.f.)                                             |
| 1858-1872        | Sébastien Magery (f.f.)                                                   | Sébastien Magery (f.f.)                                                   |
| 1872-1887        | Edouard de Kerchove d'Exaerde                                             | Edouard de Kerchove d'Exaerde                                             |
| 1876-1879        | Joseph Fossion (f.f.)                                                     | Joseph Fossion (f.f.)                                                     |
| 1880, 1881, 1889 | Hubert Viatour (f.f.)                                                     | Hubert Viatour (f.f.)                                                     |
| 1880-1881        | Joseph Fossion (f.f.)                                                     | Joseph Fossion (f.f.)                                                     |
| 1883-1891        | Auguste Collard (f.f.)                                                    | Auguste Collard (f.f.)                                                    |
| 1891-1892        | Alphonse Danthinne (f.f. à la suite du décès d'Auguste Collard)           | Alphonse Danthinne (f.f. à la suite du décès d'Auguste Collard)           |
| 1893-1903        | Alphonse Danthinne                                                        | Alphonse Danthinne                                                        |
| 1903-1907        | Firmin Deroua (f.f.)                                                      | Firmin Deroua (f.f.)                                                      |
| 1908-1917        | Jules Leonard                                                             | Parti catholique                                                          |
| 1917-1919        | Clément Lambert (f.f.)                                                    |                                                                           |
| 1919-1921        | Julien Huet                                                               |                                                                           |
| 1921-1929        | Louis Ferir                                                               | PS                                                                        |
| 1929-1935        | Alfred Bodson                                                             | PS                                                                        |
| 1935-1939        | Louis Ferir                                                               | PS                                                                        |
| 1939-1941        | Auguste Godenne                                                           | Parti catholique                                                          |
| 1941-1943        | Léon Bernard                                                              |                                                                           |
| 1944-1947        | Auguste Godenne                                                           | Parti catholique                                                          |
| 1947-1949        | Joseph Neuville                                                           |                                                                           |
| 1949-1970        | Irma Thonus-Joie                                                          | Intérêt Communaux (IC), alliance PSC-PRL                                  |
| 1971-1976        | René Mathy                                                                | PC                                                                        |

Le communiste René Mathy a été le dernier bourgmestre de Vyle-et-Tharoul avant la fusion des communes.

## Personnalités liées
- Jean-Dieudonné Vierset (1705-1790), horloger y est né.